# Lissodendoryx similis
Lissodendoryx similis är en svampdjursart som beskrevs av Thiele 1899. Lissodendoryx similis ingår i släktet Lissodendoryx och familjen Coelosphaeridae. Inga underarter finns listade i Catalogue of Life.